# Zyklon Gabrielle
Der Zyklon Gabrielle war ein starker Zyklon, der im Februar 2023 Zerstörungen auf der Nordinsel Neuseelands und auf Norfolk Island verursacht hat. Er war der fünfte benannte Sturm in der australischen Zyklon-Saison 2022/2023.

## Verlauf

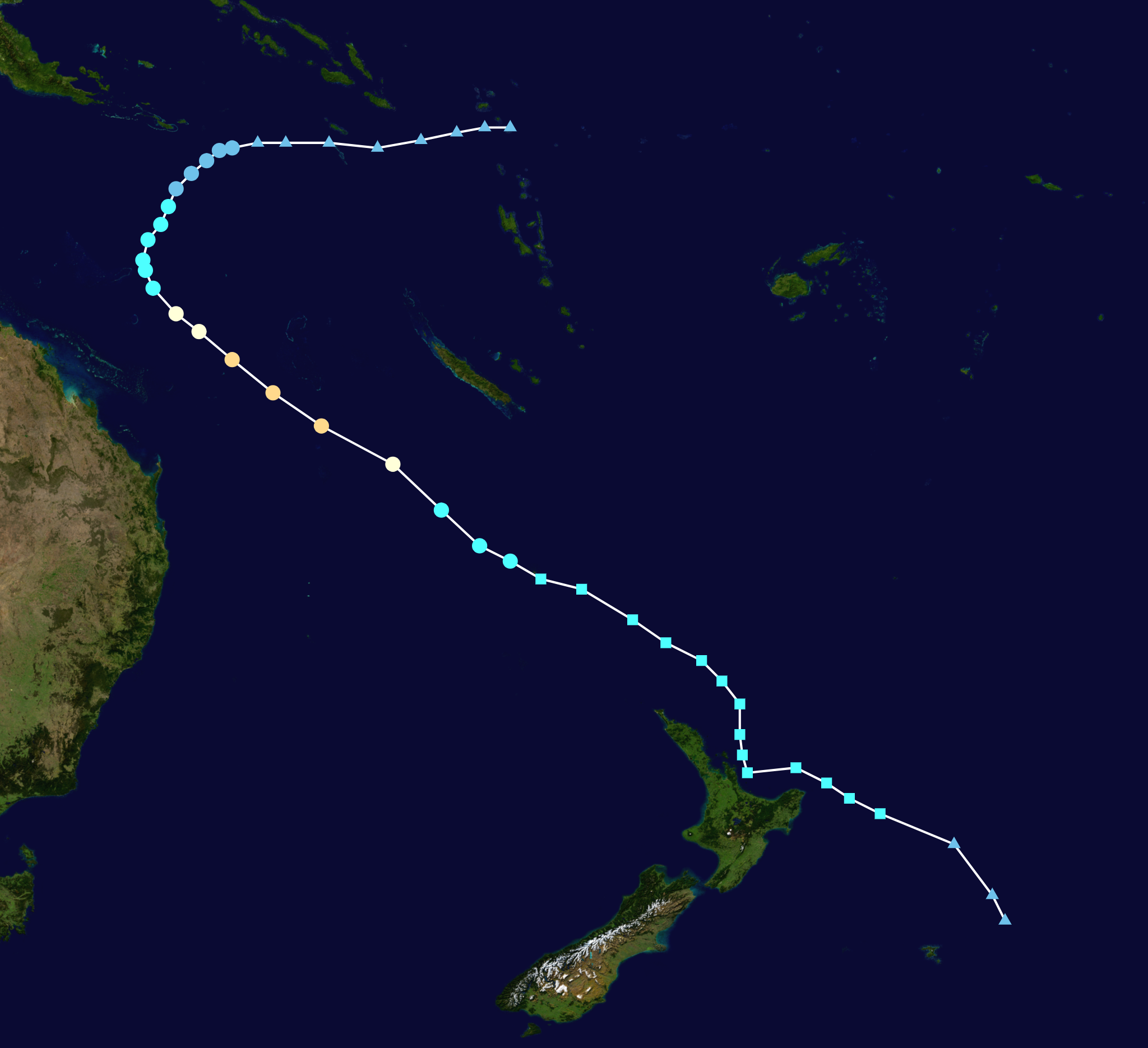
Zugbahn von Zyklon Gabrielle

Am 6. Februar 2023 wurde südlich der Salomonen im Nordosten des Korallenmeers ein tropisches Tiefdruckgebiet ausgemacht, das die Nummer 14U erhielt. Später wurde es vom australischen Bureau of Meteorology als Zyklon identifiziert und als Gabrielle benannt. Als Zyklon der Kategorie 3 wies er Böen bis zu 165 km/h Windgeschwindigkeit auf.

## Auswirkungen
Auf der zu Vanuatu gehörenden Insel Espiritu Santo löste Zyklon Gabrielle bei Malpoi Erdrutsche aus. Die Haupttrinkwasserquelle des Ortes wurde beeinträchtigt und die als Haupteinnahmequelle dienenden Kakao- und Kavaplantagen zerstört. Auf Norfolk Island zerstörte der Zyklon Stromleitungen und Bäume, jedoch kam es insgesamt zu keinen schwerwiegenderen Schäden. Auf der Nordinsel Neuseelands kam es vom 11. bis 14. Februar zu schweren Regenfällen und einhergehenden Überschwemmungen. Die Niederschlagsmengen betrugen an einigen Orten über 20 mm pro Stunde für mehr als sechs Stunden. Bereits in der Zeit von 27. Januar bis 6. Februar 2023 hatte es auf Neuseeland Überschwemmungen gegeben. Schulen wurden geschlossen und Flüge gestrichen. Straßen und Brücken wurden überschwemmt. Stromausfälle betrafen etwa 225.000 Menschen. In Muriwai kam es zu Erdrutschen.
Insgesamt kamen durch Zyklon Gabrielle mindestens elf Menschen ums Leben.

## Hintergrund
Die Zyklonsaison im Südwestpazifik dauert von November bis April mit dem Höhepunkt in den Spätsommermonaten Februar und März. Starkregenereignisse haben einer Attributionsstudie zufolge in der Region jedoch durch die globale Erwärmung um ein vierfaches zugenommen und bringen etwa 30 % höhere Niederschlagsmengen mit sich.